# CHI Academy
La CHI Academy est un groupe de chercheurs récompensés par le SIGCHI. Chaque année, 5 à 8 nouveaux membres sont élus pour leurs contributions importantes et cumulatives au développement du domaine des interactions homme-machine et leur influence sur d’autres recherches.

## Élus par année
| Année | Nouveaux membres |
| ----- | --- |
| 2001  | Carte Stuart, James D. Foley, Morten Kyng, Thomas P. Moran, Don Norman, Judith S. Olson, Ben Shneiderman                                    |
| 2002  | Bill Buxton, John M. Carroll, Douglas Engelbart, Sara Kiesler, Thomas Landauer, Lucy Suchman                                                |
| 2003  | Thomas Green, James D. Hollan, Robert E. Kraut, Gary M. Olson, Peter G. Polson                                                              |
| 2004  | George Furnas, Jonathan Grudin, William M. Newman, Brad A. Myers, Dan R. Olsen, Jr., Brian Shackel, Terry Winograd                          |
| 2005  | Ronald Baecker, Susan Dumais, John Gould, Saul Greenberg, Bonnie E. John, Andrew Monk                                                       |
| 2006  | Michel Beaudouin-Lafon, Scott Hudson, Hiroshi Ishii, Jakob Nielsen, Peter Pirolli, George Robertson                                         |
| 2007  | Joëlle Coutaz, Karen Holtzblatt, Gerhard Fischer, Robert JK Jacob, Jun Rekimoto, Christopher Schmandt                                       |
| 2008  | Gregory Abowd, Paul Dourish, Wendy Kellogg, Randy Pausch, Mary Beth Rosson, Steve Whittaker                                                 |
| 2009  | Mark Ackerman, Bill Gaver, Wendy Mackay, Clayton Lewis, Aaron Marcus, Elizabeth Mynatt, Tom Rodden                                          |
| 2010  | Susanne Bødker, Mary Czerwinski, Austin Henderson, David Kieras, Arnie Lund, Larry Tesler et Shumin Zhai.                                   |
| 2011  | Ravin Balakrishnan, Steven K. Feiner, Joseph Konstan, James Landay, Jenny Preece, Abigail Sellen, Dennis Wixon                              |
| 2012  | Ben Bederson, Steve Benford, Hugh Dubberly, Carl Gutwin, Joy Mountford, Alan Newell, Yvonne Rogers                                          |
| 2013  | Patrick Baudisch, Victoria Bellotti, Alan Dix, Clarisse De Souza, Bonnie Nardi, Rebecca Grinter, Thomas Tullis, Eric Horvitz                |
| 2014  | Susan M. Dray, W. Keith Edwards, Jodi Forlizzi, Richard HR Harper, Ken Hinckley, Jeff A. Johnson, Gary Marsden, John C. Tang.               |
| 2015  | Stephen Brewster, Andy Cockburn, Anind Dey, Ernest Edmonds, Scott MacKenzie, Sharon Oviatt, Catherine Plaisant, Bill Verplank.              |
| 2016  | Margaret Burnett, Elizabeth F. Churchill, Allison Druin, Susan R. Fussell, Yves Guiard, Leysia Palen, Daniel M. Russell et John Stasko.     |
| 2017  | Elisabeth André, Lorrie Faith Cranor, Vicki L. Hanson, Marti A. Hearst, Gloria Mark, Philippe Palanque, Paul Resnick et Thad Eugene Starner |
| 2018  | Amy S. Bruckman, Sheelagh Carpendale, Ed Chi, Michael Muller, Albrecht Schmidt, Jean Scholtz, Andrew D. Wilson, Volker Wulf (de)            |
| 2019  | George Fitzmaurice, Batya Friedman, Takeo Igarashi, Jennifer Mankoff, Nuria Oliver, Loren G. Terveen, Jacob O. Wobbrock, John Zimmerman     |
| 2020  | Sunny Consolvo, Steven M. Drucker, Jean-Daniel Fekete, Jason Hong, Kristina Höök, Kasper Hornbæk, Meredith Ringel Morris, Peter Wright      |